# 新學友書局
新學友書局（Senseio Bookstore），是一家出版社與連鎖書店，曾為台灣前三大連鎖書店品牌、中小學參考書領導品牌與童書出版社之一。目前因應台灣出版業日益艱困，已策略性結束書店部門，轉型為版權授權、兒童教育娛樂內容應用與文創商場管理事業。

## 簡史
新學友書局成立於1966年，中文全名「台灣新學友書局股份有限公司」，英文舊全名「New Schoolmate Book Co.」、簡稱「NSB」，創辦人為廖俊榮與其妻廖蘇西姿（南一書局創辦人蘇紹典之次女），負責人兼發行人為廖蘇西姿，其子廖培宏於2001年後擔任集團總經理。新學友書局總部設於台北市，出版適合小學生閱讀的參考書、工具書與課外讀物，也經營書店。1966年2月26日，臺北市政府核准新學友書局公司登記。
新學友書局的著名出版品包括《新學友國語辭典》、《新學友破音字典》、《哥白尼21少年兒童科學雜誌》（1985年2月創刊，2001年8月停刊，共199期）等。從1980年代至1990年代上半期，新學友除了書店與出版業之外，還經營連鎖安親班系統「新學友兒童學習教室」、「新學友兒童創意天地」。2000年，當時營業額約新台幣16億元的新學友書局啟用新版商標，英文名稱改為「Senseio Bookstore」，並成立「搜主義網路複合式書店」（Soidea.com），成為台灣第一家複合式（實體書店與網路書店）經營的書店。

### 出版
新學友書局出版品的總產量超過3億冊，集合臺灣超過2000位一流創作與編輯人才，出版兒童及幼兒之教材、各類工具書套書，其中1996年《哥白尼21少年兒童科學雜誌》獲金鼎獎、1997年《彩虹學習圖畫書》獲聯合報「最佳童書繪本獎」等。1999年，新學友書局與台北市政府共同主辦小學晨間閱讀活動，獲台北市市長馬英九頒「功效卓著」獎章；同年，新學友書局因而成立「小書蟲俱樂部」，舉辦「兒童讀書會」推展社區親子閱讀。在中華民國教育部尚未開放民間出版商編印小學教科書的時期，於台灣的參考書市場上，新學友書局曾佔有絕對優勢，在台北市更有95%以上市場佔有率。

### 連鎖書店
從1960年代在台北市重慶北路開設第一家書店起，新學友書局的成長歷程，為台灣的文化產業開啟第一波的台灣書店轉型，亦是台灣第一家導入銷售時點情報系統（POS）的連鎖書店。新學友書局於經營高峰時期，門市多達七十家。1983年，新學友書局設立敦化店書香園，是全台首家將書香與咖啡廳結合的愛書人園地，並陸續於其他門市設立書香園。2000年，新學友書局啟用新版商標，並成立「搜主義網路複合式書店」，成為台灣第一家複合式經營的書店。

### 兒童教育
1980年代起，新學友書局同步經營連鎖才藝班系統「新學友兒童學習教室」、「新學友兒童創意天地」，其設立遍及台灣本島及澎湖群島各區，超過110家加盟連鎖教室。1993年，新學友書局與美國及日本合作，擴大成立「騎士堡兒童體能發展中心」及「Baby Club貝比嬰幼兒發展中心」，其為推廣兒童嬰幼兒體能、才能、智能之全方位教育發展連鎖教室。

### 轉型
2001年9月，納莉颱風侵襲台灣北部，當時已營運41年的新學友書局受風災影響，總部、物流中心與10家門市全遭洪水侵襲，規劃多時的「新學友忠孝商場規劃案」被迫取消，有形的資產損失將近新台幣6000萬元；當時新學友書局投資新台幣10億元教科書失敗，新學友書局敦南店的嚴重虧損更造成了新學友書局的財務困難。新學友書局協調經營「搜主義數位科技股份有限公司」（Soidea Digital Technology Co., Ltd.）的廖培宏擔任新學友書局總經理，承接新學友書局債務與當時35家門市、18家加盟店的營運。2001年10月10日，新學友書局恢復營運。
2003年2月11日，新學友書局與聯邦商業銀行合作發行信用卡「Hip Hop嘻哈卡」。
2003年8月7日，新學友書局債權人之一台北國際商業銀行向台北地方法院聲請宣告新學友書局破產。2003年8月26日，廖培宏宣佈，新學友書局「已執行還款」達到債務總額70%，各門市正常營業，33家門市已由搜主義數位科技接手經營，門市營運和供應商不會受到影響。
由於營運不佳與環境因素，新學友書局從2008年底開始陸續進行內部經營整頓。2008年11月底，新學友書局關閉搜主義網路複合式書店；截至2009年3月為止，新學友書局在全台之店數已關閉到只剩5家，供應商也暫停供貨。新學友書局重整舊有經營模式，計劃轉型，除了販賣書籍外，未來也將引進生活用品以及健康用品，轉型為兼具知識、家庭用品、食品等生活百貨式的複合化書店通路，藉以增加營運毛利，同時洽談新的資方團隊進駐經營。

## 歷史門市
2010年後僅剩下敦化店，但亦於2011年底結束營業。
原址現為mothercare敦南店，2011年12月16日開幕。
| 縣/市  | 分店                                                |
| 台北市 | 敦化店 台北市大安區敦化南路一段261號B1 02-2700-7000 |

以下為2010年前的門市。
| 縣/市  | 分店                                                                       |
| 台北市 | 昆陽店 台北市南港區忠孝東路六段465號1F 02-2651-8000                        |
| 台北市 | 摩天店 台北市敦化南路二段99號M樓（敦化摩天大廈內） 02-2703-7687            |
| 台北市 | 內湖店 台北市內湖區民善街88號1F（家樂福內湖店） 02-2792-1799               |
| 台北市 | 台科店 台北市基隆路四段43號 02-2735-6855                                   |
| 台北縣 | 縣府店 板橋市中山路1段161號 02-2962-8289                                   |
| 台北縣 | 樹林店 台北縣板橋市溪北街172號B1 02-8675-3889                              |
| 台北縣 | 幸福店 台北縣新莊市中和街188號B1（原址在新莊市中平路108號B1） 02-8992-9642 |
| 台北縣 | 品文店 台北縣蘆洲市集賢路362號2F 02-8281-5293                              |
| 基隆市 | 銘傳店 基隆市仁愛區劉銘傳路1號3F 02-2421-6806                              |
| 桃園縣 | 中壢店 桃園縣中壢市中山東路2段510號 03-437-4945                            |
| 桃園縣 | 廣達店 桃園縣龜山鄉文化二路211號（廣達電腦） 03-396-0303                   |
| 桃園縣 | 蘆竹店 桃園縣蘆竹鄉中正路289號B1 03-321-5392                               |
| 新竹市 | 光華店 新竹市光華街93-1號B1 03-535-5426                                    |
| 新竹市 | 台積店 新竹科學工業園區園區三路121號 03-563-9710                           |
| 新竹市 | 中華店 新竹市香山區東香里五福路二段707號（中華大學內） 03-518-2720         |
| 台中市 | 崇德店 台中市北區崇德路一段579號 04-2238-1515                              |
| 台中市 | 大雅店 台中市北區大雅路616號B1 04-2298-5123                                |
| 台中市 | 大墩店 台中市南屯區公益路二段117號 04-2323-1515                            |
| 台中市 | 黎明店 台中市南屯區黎明路二段304號2F 04-2258-7989                          |
| 台中市 | 美南店 台中市南區美村南路171號 04-2262-6330                                |
| 台中市 | 青海店 台中市西屯區青海路二段207-18號B1 04-2706-9837                       |
| 台中市 | 德安店 台中市東區復興路四段186號6樓 04-2226-2646                           |
| 台中縣 | 霧峰店 台中縣霧峰鄉中正路881號 04-2339-5170                                |
| 台中縣 | 東勢店 台中縣東勢鎮豐勢路340號 04-2577-1245                                |
| 台中縣 | 神岡店 台中縣神岡鄉神岡村神岡路68號 04-2563-1896                           |
| 台南縣 | 南科台積店 台南縣善化鎮南科北路1號 06-505-5565                             |
| 台南縣 | 台南嘉藥店 台南縣仁德鄉二仁路一段60號 06-266-0675                          |
| 高雄縣 | 青年店 高雄縣鳳山市青年路二段461號 07-777-5312                             |
| 高雄市 | 陽明店 高雄市三民區陽明路65號 07-397-0312                                  |
| 高雄市 | 慶豐店 高雄市鼓山區慶豐街1之2號 07-552-5982                                |
| 高雄市 | 一心店 高雄市前鎮區一心一路243之1號 07-331-0359                            |

- 台中市 還有「太平店」，舊店址位於台中一中附近一中街與太平路交叉處，周邊尚有金石堂、敦煌等書局鄰近。